# Michael Amott

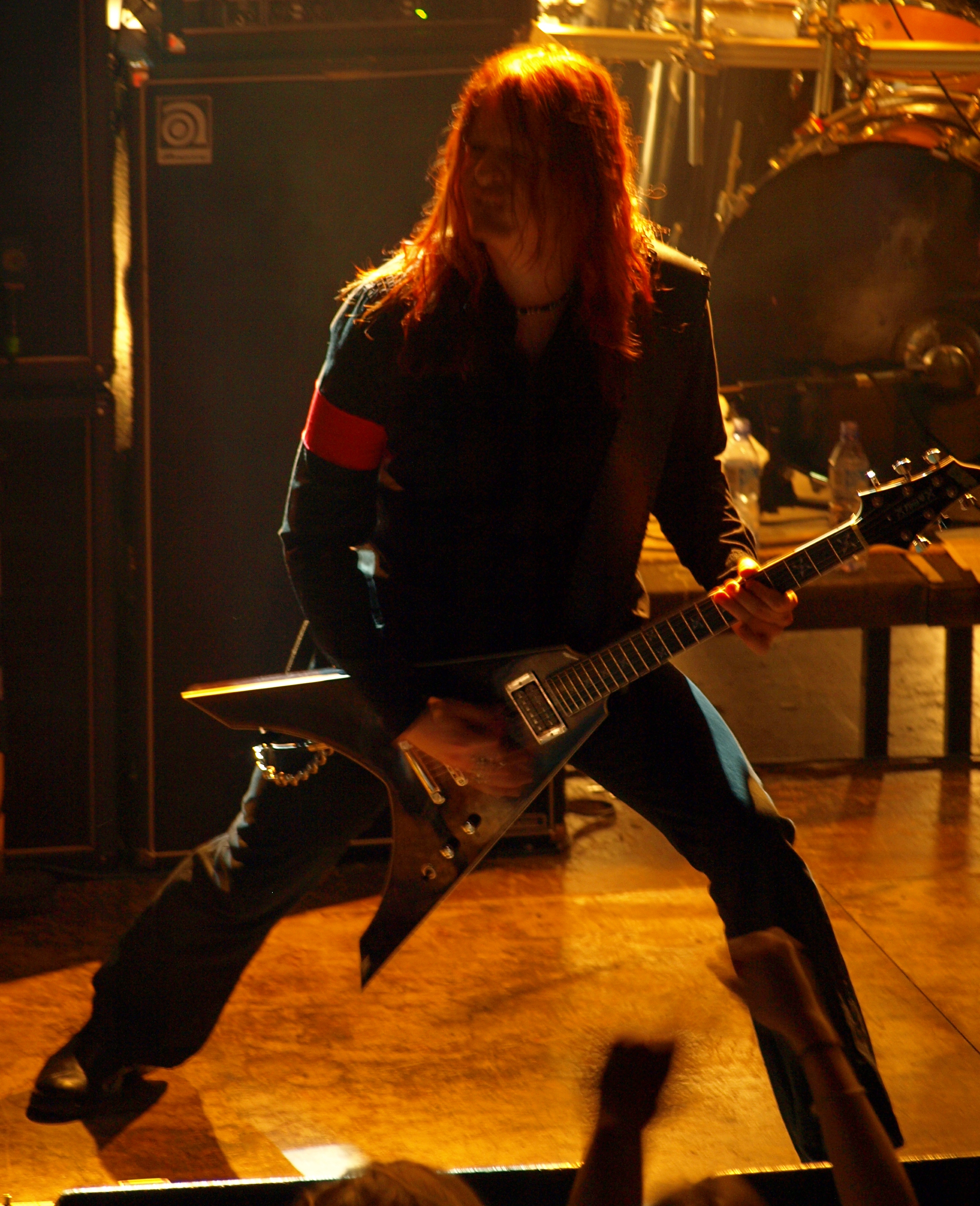
Michael Amott

Michael Amott (28 juli 1970) is een Brits-Zweedse gitarist die vooral bekend is van de melodic-deathmetalband Arch Enemy, waar ook zijn jongere broer, Christopher Amott, lid van was. Michael werd geboren in Engeland, maar verhuisde op jonge leeftijd met zijn familie naar Zweden. Hij begon pas gitaar te spelen in zijn tienerjaren. In 1988 richtte hij, samen met zanger Johan Liiva, de deathmetalband Carnage op. Toen deze band in 1990 uiteenging, werd hem gevraagd bij de invloedrijke deathmetalband Carcass te komen spelen. Nadat hij Carcass in 1993 had verlaten, richtte hij in 1994 de band Spiritual Beggars op. Ook de huidige Arch Enemy-bassist Sharlee D'Angelo is lid van deze band. In 1996 besloten Michael Amott en Johan Liiva opnieuw samen muziek te maken en richtten zij de band Arch Enemy op, waar hij nog steeds lid van is. Amott is, samen met Daniel Erlandson, het enige oorspronkelijke bandlid dat de groep nooit heeft verlaten. Christopher is ook al vanaf het begin lid van de band, maar na de opnamen van het album Doomsday Machine verliet hij de groep om nadien weer terug te keren.

## Bands
- Carnage (gitaar, 1989–1991) (oprichter)
- Carcass (gitaar, 1990–1993. reünieconcerten in 2008)
- Spiritual Beggars (gitaar, 1994-heden) (oprichter)
- Arch Enemy (gitaar, 1996-heden) (oprichter)

## Discografie
Carnage
- Dark Recollections (1990)

Carcass
- Necroticism - Descanting the Insalubrious (1991)
- Tools of the Trade (1992, ep)
- Heartwork (1993)

Arch Enemy
- Black Earth (1996)
- Stigmata (1998)
- Burning Bridges (1999)
- Burning Japan Live 1999 (1999, live)
- Wages of Sin (2001)
- Burning Angel (2002, ep, alleen in Japan)
- Anthems of Rebellion (2003)
- Dead Eyes See No Future (2004, ep)
- Doomsday Machine (2005)
- Live Apocalypse (2006, twee dvd's)
- Rise of the Tyrant (2007)
- Tyrants of the Rising sun (2008, dvd)
- The Root of All Evil (2009)
- Khaos Legions (2011)
- War Eternal (2014)

Spiritual Beggars
- Spiritual Beggars (1994)
- Another Way to Shine (1996)
- Mantra III (1998)
- Ad Astra (2000)
- On Fire (2002)
- Live Fire (2005, dvd)
- Demons (2005)
- Return to Zero (2010)
- Return to Live - Loud Park 2010 (2011)
- Earthblues (2013)
- Sunrise to Sundown (2016)

Overige
- Candlemass - Dactylis Glomerata (1998) (leadgitaar)
- The Haunted - One Kill Wonder (2003)
- Kreator - Enemy of God (2005)
- Annihilator - Metal (2007)
- In Flames - Suburban Me Clayman-album

- Gemeinsame Normdatei: 135440246
- International Standard Name Identifier: 0000 0003 7191 4347
- MusicBrainz: 94e6c1ed-3ad3-4ac9-8fe9-7dc07283ddc5
- Virtual International Authority File: 80185218
- WorldCat: E39PBJpyqJX8cXVkj3HtMp7mBP